# Minato (Osaka)
Minato (港区, Minato-ku) és un dels 24 districtes urbans de la ciutat d'Osaka, capital de la prefectura homònima, a la regió de Kansai, Japó. És un dels cinc districtes urbans de la ciutat que fa costa amb la badia d'Osaka, a la mar interior de Seto. El nom del districte, Minato, es pot traduir al català com a "port" i de fet és en aquest districte on es troba el port d'Osaka.

## Geografia
El districte de Minato es troba localitzat a la part més occidental de la ciutat d'Osaka, cap i casal de la prefectura homònima. Un accident geogràfic representatiu del districte, a més del port d'Osaka, és el mont Tenpō, considerat "la muntanya més xicoteta del Japó" i que en realitat és un simple turó. El districte de Minato limita amb els de Konohana al nord, amb Taishō i Suminoe al sud, amb Nishi a l'est i amb la badia d'Osaka a l'oest.

### Barris
Els chōchō o barris del districte són els següents:
- Ikejima (池島)
- Ishida (石田)
- Isoji (磯路)
- Ichioka (市岡)
- Ichioka-Motomachi (市岡元町)
- Kaigan-dōri (海岸通)
- Kōsei (港晴)
- Tanaka (田中)
- Kokkō (築港)
- Namiyoke (波除)
- Fukuzaki (福崎)
- Benten (弁天)
- Misaki (三先)
- Minami-Ichioka (南市岡)
- Yahataya (八幡屋)
- Yūnagi (夕凪)

## Història
El districte de Minato es creà l'1 d'abril de 1925, durant la segona expansió de la ciutat, quan va ser una escissió del districte de Nishi i una xicoteta part del districte de Kita. L'any 1932 la part sud del districte s'escindí i es va instituir com a Taishō. El 1943 un barri del districte torna a formar part del de Nishi.

## Demografia
| 1920   | 1930   | 1940   | 1950   | 1960   | 1970    | 1980   |
| ------ | ------ | ------ | ------ | ------ | ------- | ------ |
| ND     | ND     | ND     | ND     | 99.053 | 110.914 | 96.416 |
| 1990   | 2000   | 2010   | 2020   | 2030   | 2040    | 2050   |
| 89.900 | 87.262 | 84.947 | 80.500 | -      | -       | -      |

## Transport

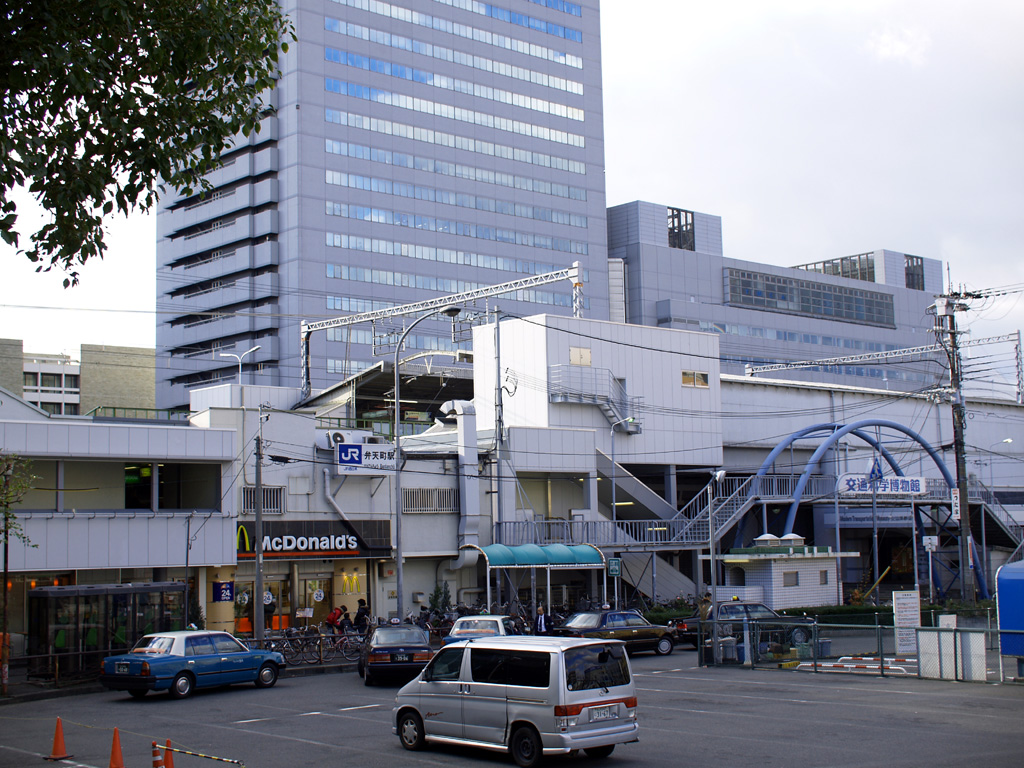
Estació de Bentenchô

### Ferrocarril
- Companyia de Ferrocarrils del Japó Occidental (JR West)
  - Bentenchō
- Metro d'Osaka
  - Ōsakakō - Asashiobashi - Bentenchō

### Carretera
- Autopista Hanshin
- Nacional 43 - Nacional 172